# 分 (角度)
角度の単位としての分（ふん, minute (of arc), MOA）は、1度の60分の1の角度である。なお、秒は、分の60分の1の角度である。
時間の分と特に区別する必要がある場合、「分角」（ふんかく, 英:  arcminute）の語を用いることがある。

## 定義
分は、度の60分の1である。1度が円弧の360分の1の角度と定義されているので、1分は円弧の21600分の1となり、(π/10800) ラジアンである。

## 記号
分の単位記号は、唯一、「′」である。この単位記号はプライム (′, U+2032, &prime;) であり、32.5分を 32.5′ と表記する。

## 記法
数値と「′」（分）との間にはスペースを挿入しない。これは、度や秒の場合も同じである。国際単位系の規則では、数値と単位（°Cや%の場合も含めて）との間に必ずスペースを挿入することになっているが、この度・分・秒の場合は唯一の例外である。
例：「32.5′」とする。半角スペースを入れた「32.5 ′」の表記は不可。

## 使用
分はSI単位 ではないが、広く使用されていることからSIと併用しても良い単位（SI併用単位）となっている。
θ=1分(MOA)の直角三角形では、隣辺(距離)が100ヤードの場合、対辺(高さ)は約1.047インチとなり1インチに極めて近いため、射撃の世界では精度や誤差を表す単位のほか標的までの距離を測る指標として広く用いられている。
分および秒は、小さな角度を表すのに便利で、天文学、測量、航海において多用される。伝統的に、地球上での位置、すなわち緯度と経度は度・分・秒によって表される。これによって地球上でのどんな位置も正確に表すことができる。
ただし、国際単位系国際文書では、度のみを用いて、度以下は小数によって値を表示するのが望ましいとしている。
度のみを用いた場合、小数点以下4桁まで与えれば、度・分・秒によって表すのとほぼ同じ精度が得られる。
地球は1時間で15°回転し、1分間で15′回転し、1秒間で15″回転する。海里の元々の定義は、地球の大円上における1′の長さであった。GRS80地球楕円体面上における、緯度1′に相当する平均的な子午線弧長は、およそ1852.22 mである。現在では1海里は正確に1852 mと定義されている。